# Xavier Lacaille
Xavier Lacaille (* 1981) ist ein französischer Schauspieler und Drehbuchautor. Bekannt wurde er vor allem durch die France-Télévisions-Serie Parlament, in der er einen naiven Parlamentsassistenten spielt.

## Biografie
Xavier Lacaille absolvierte an der Schauspielschule La Fémis eine Ausbildung im Bereich „TV-Serie“. 2010 erhielt er einen Platz an der Schauspielschule Cours Florent, zog es jedoch nach wenigen Wochen vor, sich anderen Projekten zu widmen. Parallel zu seiner Schauspielkarriere schrieb er Filme und Serien, vor allem für Canal+ (die Serie Têtard und die Serie Validé). Er schrieb zwei Jahre lang im Autorenbüro von Canal+, wo er Ambroise Carminati traf, mit dem er ein Comedy-Duo gründete. Das Duo Ambroise & Xavier wurde beim Festival d'humour de Paris (FUP) 2019 für den Abend der jungen Talente am Pariser Theater Bobino ausgewählt.

## Filmografie (Auswahl)

### Schauspieler

#### Kino
- 2015: Wei or Die (mittlerer Film, Regie: Simon Bouisson) von Simon Bouisson
- 2016: Venir sur ses pas (Regie: Baptiste Drapeau)
- 2017: Canine Panique (Kurzfilm, Regie: Baptiste Drapeau)
- 2017: French Kiss VR (Kurzfilm, Regie: Pascal Tirilly)
- 2018: Mikrofilms (Kurzfilm, Regie: Raphaël Guillemot)
- 2019: République: The Interactive (Kurzfilm, Regie: Simon Bouisson)
- 2021: Erratum (Kurzfilm, Regie: Giulio Callegari)
- 2022: Pin Pon (Kurzfilm, Regie: Baptiste Drapeau)
- 2022: La mangeuse d’hommes (Kurzfilm, Regie: Baptiste Drapeau)
- 2023: Das Zimmer der Wunder (La chambre des merveilles, Regie: Lisa Azuelos)
- 2023: Voice Ever (Kurzfilm, Regie: Pauline Archange und Céline Perréard)
- 2024: Bis Repetita (Regie: Émilie Noblet)
- 2024: Zénithal (Regie: Jean-Baptiste Saurel)
- 2024: Un monde merveilleux (Regie: Giulio Callegari)
- 2024: Le beau rôle (Regie: Victor Rodenbach)

#### Fernsehen
- 2016: Hashtag (Fernsehfilm, Regie: Julie-Anna Grignon)
- 2016: Venir sur ses pas (Regie: Baptiste Drapeau)
- 2017–2018: Loulou (Webserie)
- 2019–2021: Tadpole  (TV-Serie)
- 2020–2024: Parlament (Parlement, Fernsehserie, 40 Folgen)
- 2022: Miskina – Die Arme (Miskina, la pauvre, Fernsehserie, 14 Folgen)
- 2024: Broute 24 (Fernsehserie)

### Regisseur
- 2022: Un dernier été (Kurzfilm)

### Drehbuchautor

#### Fernsehserie
- 2017: Loulou  (Episoden 8 Conception und 12)
- 2019–2021: Têtard (Miniserie)
- 2020–2021: Validé
- 2022: Miskina, la pauvre
- 2024: Terminal

#### Kurzfilme
- 2017: Canine Panique (Regie: Baptiste Drapeau)
- 2019: Boustifaille (Regie: Pierre Mazingarbe)
- 2022: Pin Pon (Regie: Baptiste Drapeau)
- 2022: Un dernier été (Regie: Xavier Lacaille)
- 2022: La mangeuse d'hommes (Regie: Baptiste Drapeau)